# 465 v. Chr.
Portal Geschichte | Portal Biografien | Aktuelle Ereignisse | Jahreskalender | Tagesartikel

◄ |
6. Jahrhundert v. Chr. |
5. Jahrhundert v. Chr. |
4. Jahrhundert v. Chr. |
►

◄ | 480er v. Chr. | 470er v. Chr. | 460er v. Chr. | 450er v. Chr. |
440er v. Chr. |
►

◄◄ | ◄ | 468 v. Chr. | 467 v. Chr. | 466 v. Chr. | 465 v. Chr. |
464 v. Chr. |
463 v. Chr. |
462 v. Chr. |
► |
►►

## Ereignisse

### Perserreich und östliches Mittelmeer
- Der Attische Seebund unter Kimon besiegt die Perser in der Spätphase der Perserkriege in der Schlacht am Eurymedon.
- August: Nach inneren Wirren wird der persische Großkönig Xerxes I. von seinem Gardebefehlshaber Artabanos ermordet. Dieser lenkt den Verdacht auf den ältesten Sohn des Xerxes, Dareios, welcher daraufhin von seinem jüngeren Bruder Artaxerxes I. ermordet wird. Artaxerxes wird der neue Großkönig des Achämenidenreichs.
- Thasos revoltiert gegen Athen und tritt aus dem Attischen Seebund aus.

### Nordafrika
- Arkesilaos IV. wird als Nachfolger seines Vaters Battos IV. König von Kyrene.

### Westliches Mittelmeer
- Quintus Fabius Vibulanus wird zum zweiten Mal Konsul der Römischen Republik.
- Duketios vereint die Sikeler unter seiner Führung und greift griechische Siedlungen im Landesinneren Siziliens an.

## Gestorben
- 4. August: Xerxes I., persischer Großkönig
- 4. August: Dareios, ältester Sohn Xerxes’ I.

- Battos IV., König von Kyrene
- Goujian, König des Staates Yue im heutigen Ostchina (* um 520 v. Chr.)